# Plaza La Victoria
La Plaza La Victoria, también denominada como Plaza de la Victoria, Plaza El Pentágono y antiguamente como Plaza Ignacio Serrano y La Placilla, está ubicada en la comuna chilena de Talca, Región del Maule. Se encuentra en medio de la avenida Monseñor Manuel Larraín, una de las más importantes de la comuna.
Recibe su nombre por el monumento a la Victoria, que se emplazó en este lugar entre 1936 y 2010.

## Historia
Según algunos historiadores, la ubicación de la plaza representa el lugar en el que se intentó fundar por segunda vez una ciudad en donde se encuentra la actual Talca, por parte de Tomás Marín de Poveda en 1692, en un intento por aumentar la cantidad de pueblos al norte del río Biobio. Desde este punto, se habrían trazado calles y cuadras para reunir a los españoles que se encontraban en el sector, usando como principal referencia la confluencia entre los esteros Baeza y Piduco, así como también las facilidades militares que brindaban los cerros que rodeaban al territorio.

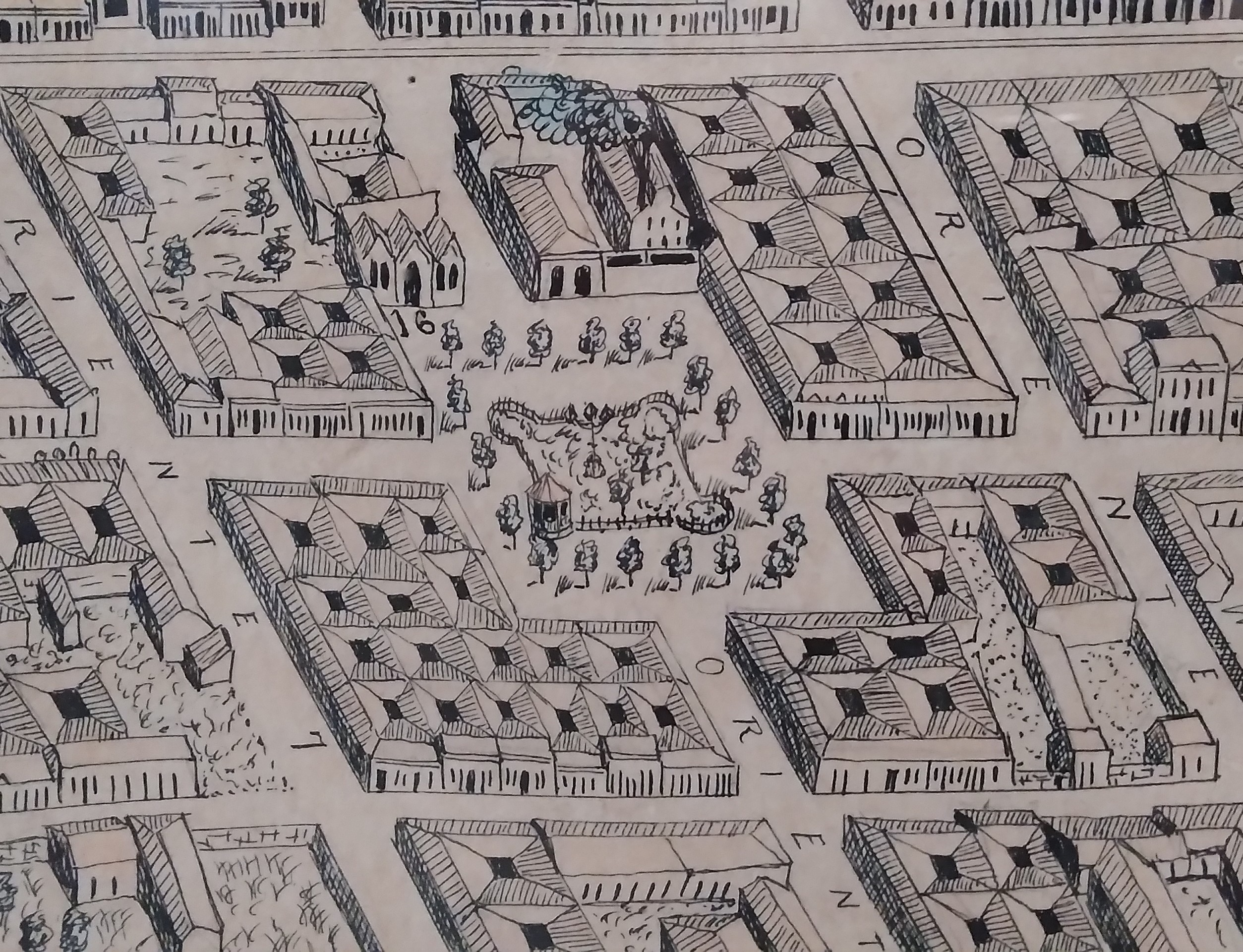
Dibujo isométrico de la plaza en 1904.

Sin embargo, esto no prosperó, principalmente debido a las deficientes condiciones del terreno, la falta de interés y los pocos recursos de los pobladores de ese entonces. A estas condiciones se le sumarían los alzamientos indígenas acontecidos en los años posteriores, los cuales terminaron por distanciar a la población y hacer desaparecer a la ciudad.

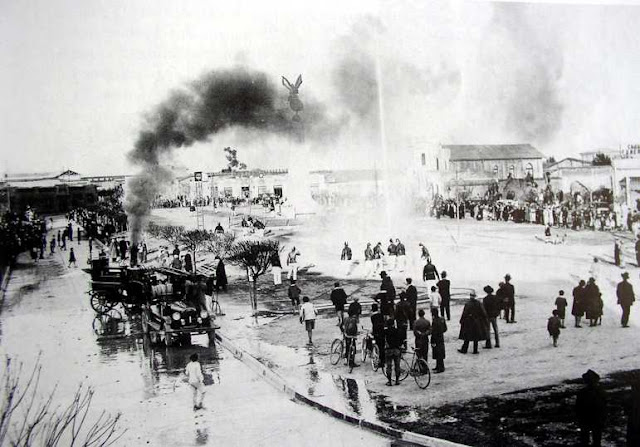
La plaza durante un ejercicio bomberil. Circa 1940.

Con el avance del tiempo, y la fundación oficial de Talca en 1742, la plaza mantendría su ubicación. Los mapas más antiguos de Talca señalan que la plaza constaba de una cuadra, de menor tamaño que la plaza de armas y de las cuadras a su alrededor, justo en el lugar de la intersección entre la 2 sur y la 8 oriente. Pese a su tamaño, La "Placilla" era reconocida como un espacio relevante para la ciudadanía.   

Con el paso de los años, y en conjunto con el resto de los espacios públicos de la comuna, la placilla poco a poco fue siendo embellecida con árboles y flores. Y en la década de 1930, como consecuencia del terremoto de 1928 que derrumbó gran parte de la ciudad, la comisión encargada de la reconstrucción de la ciudad definiría que la plaza mantendría su ubicación, extendiendo su superficie hacia la 7 oriente y acomodando su forma con la nueva avenida 2 sur que estaba en proyección. La plaza sería reconstruida en los años posteriores. 

Plaza La Victoria en 2005. La base del monumento corresponde a la de 1984.

En 1935, el municipio instala el monumento a la Victoria en la plaza,siendo la segunda ubicación de esta escultura en la comuna. Esto generaría que, en los años posteriores, se renombrara la plaza como Plaza de la Victoria. Los arreglos también vendrían acompañados de la plantación de nuevos árboles y pasto para la plaza. La plaza permaneció con el monumento en su centro durante casi 75 años. 

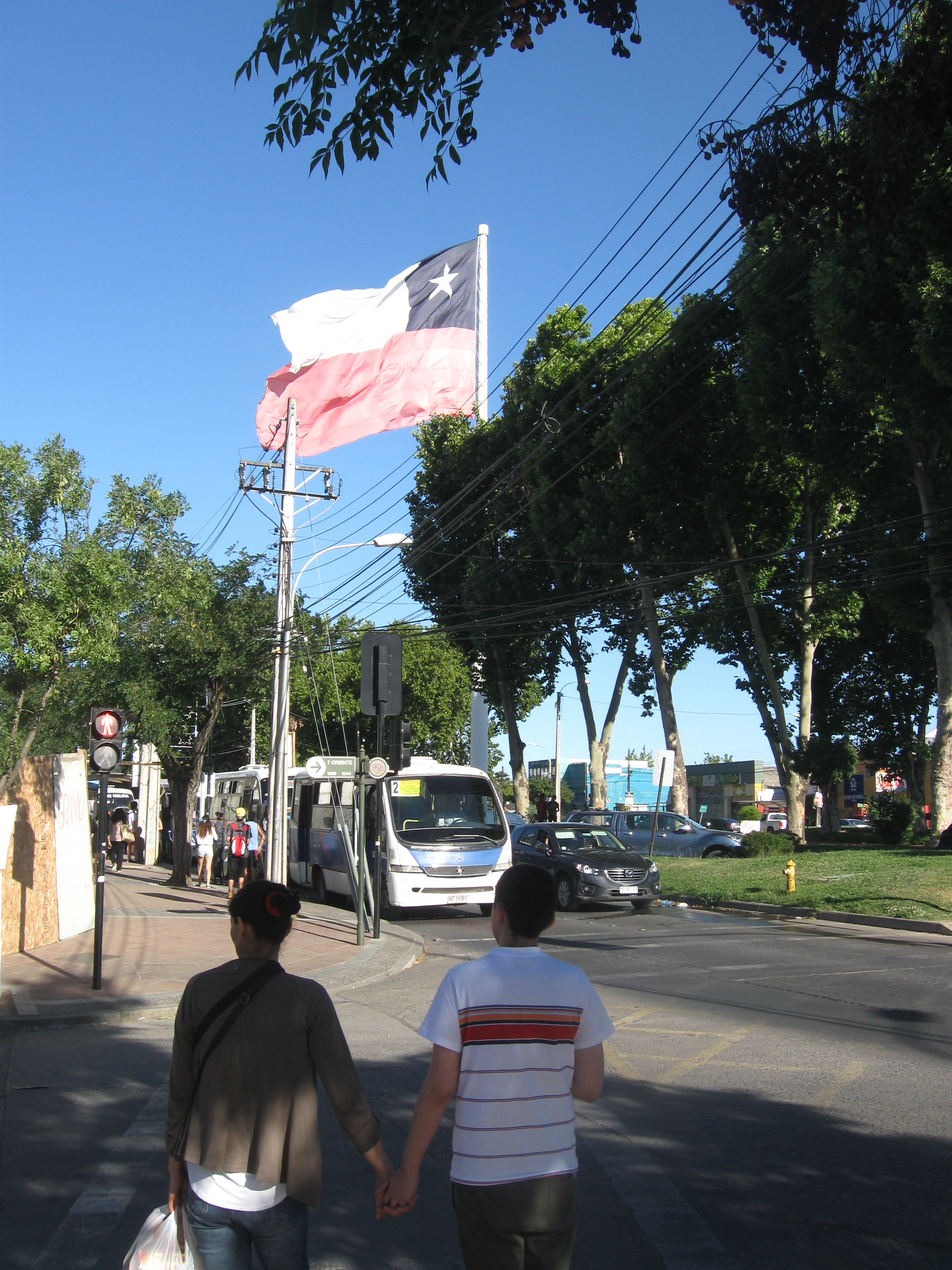
La plaza con la bandera del bicentenario izada, 2017.

En 1984 la plaza vive una de sus principales reformas, al ver modificada la base del monumento y gran parte del enlozado y estructuras a su alrededor, con una especie de escalinata con forma de octágono, desde donde finalmente surgiría el nombre alternativo de «Pentágono», debido principalmente a la facilidad de recordar la palabra. 
En 2010, el monumento vuelve a desprenderse de su base como consecuencia de un terremoto. Sin embargo, esta vez, y por iniciativa del municipio y de la Universidad de Talca, se resolvió por devolver el monumento a su ubicación original en la alameda. De esta forma, y por casi cinco años, la plaza no contó con ningún monumento en su interior, limitándose a contar con la antigua base del monumento vacía.
En 2015, y luego de meses de trabajos para la instalación del mástil, se inaugura en la plaza una de las banderas bicentenario, iniciativa en la cual el gobierno de Chile promovió la instalación de banderas de Chile gigantes a lo largo de todo el país para homenajear el bicentenario de la primera junta de gobierno. Esto implicó un gasto de más de 400 millones de pesos, generando críticas de distintas áreas. Hasta 2019 se repusieron constantemente las banderas, sin embargo a finales de ese año se optó por dejar de hacerlo, quedando el asta vacía desde entonces.
En las fiestas patrias de 2024, y luego de cinco años con el asta vacía, se volvió a instalar una bandera por un breve lapso de tiempo.

## Entorno
La plaza se encuentra en medio de la avenida Monseñor Manuel Larraín, entre los cruces con las calles 7 y 8 oriente. En uno de sus costados se encuentra la Iglesia del Corazón de María, una de las más grandes de Talca, actualmente en abandono.